# فرهاد خارکی
فرهاد خارکی (انگلیسی: Farkhad Kharki؛ زادهٔ ۲۰ آوریل ۱۹۹۱) وزنه‌بردار اهل قزاقستان است.
وی در مسابقات کشوری و بین‌المللی در مجموع برندهٔ ۱ مدال نقره، ۱ مدال برنز شده‌است.